# Яков Геров
Яков Геров (Яковаки ефенди) е български юрист и политик, депутат в Учредителното събрание в 1879 година, обществен деятел, член на Либералната партия.

## Биография
Роден е в Одрин през 1847 или 1851 година. Учи в Одринското взаимно училище. Завършва търговско училище на остров Халки, след което учителства 4 години в Одрин. След това учи в Гент. Представител е на Одринска епархия на Първия български Църковно-народен събор в Цариград. Помощник-капукехая и капукехая на българската екзархия. Със съдействието на руския посланик в Цариград граф Николай Игнатиев е назначен в Изправителния османски съд.
По време на Руско-турската война в 1877 – 1878 година е преводач при полковник Николай Артамонов и помощник-началник на отделение в канцеларията на княз Владимир Черкаски. След създаването на Княжество България Яков Геров е пръв председател на Русенския губернски съд (1878). Пръв председател е и на Варненския губернски апелативен съд, открит на 1 февруари 1879 година. Като такъв е делегат по право в Учредителното събрание. В Събранието Геров се изказва против член 61, забраняващ робството с аргумента, че е „нещо грозно“ и го няма в конституциите на съседните държави. Геров се обявява и против предложената Горна камара Сенат, тъй като според него сблъсъците между камарата и Княза могат да бъдат решени, като се използват правомощията за налагане на вето, разпускане на събранието и отлагане на заседанията му. Така с тия оръжия монархът може сам да разреши проблема. През 1882 г. получава докторска степен по право от Университета в Лиеж. На следващата година му е отказан агреман за дипломатически агент от Високата порта. След това е адвокат в Софийската адвокатска колегия и държавен адвокат в Атина. През 1890 г. е един от защитниците на майор Коста Паница в процеса последвал заговора за държавен преврат. Близък до Драган Цанков и краен русофил. Народен представител в Учредителното събрание, I ВНС, III ОНС (от София след допълнителен избор) и V ОНС (от Бяла Слатина).
Умира в София на 13 февруари 1891 година.